# تشوان وي
تشوان وي Chuanyue (بالصينية: 穿越): هو صنف ادبي خيالي في الأدب الصيني حيث يرجع بطل الرواية فيه بالزمن إلى فترات تاريخية قديمة.
يقال بأن أول الأعمال الحديثة في هذا النوع الأدبي كان «خطوة إلى الماضي» لكاتب يسمى هوانغ يي من هونغ كونغ، ويمكن تصنيف أعمال أدبية شهيرة تحت هذا المسمى من ضمنها الأعمال الأدبية التي نشرت من قبل قناة «قيديان» الصينية مثل «بريق لينجاو».
ويندرج تحت هذا الصنف نوع يطلق عليه اسم «كوينغ شوان» (清穿) حيث ترجع بطلة القصة في الزمن لعهد «سلالة تشينغ الحاكمة» وتتشارك في علاقة حب مع أبناء اباطرة «كوينغ». وتعتبر الروايات الثلاث: «القلب القرمزي» و «مينغ هيو دا كوينغ» و «ياو هوا» أول ثلاثة روايات تحت صنف «تشوان وي» ويطلق عليهم أيضاً «التلال الثلاث لروايات تشوان وي». تحظى روايات «تشوان وي» بشعبية كبيرة لدى الشعب الصيني (صينيون) وخاصة الشابات. ولاقت بعض الروايات مثل رواية «القلب القرمزي» شعبية واسعة بحيث تم إنتاج مسلسل تلفزيوني مقتبس منها وحاز هذه المسلسل على تقييم عالي من الجمهور منذ بدء بثه.